# Ленінград (протичовновий крейсер)
Ленінград — радянський протичовновий крейсер проєкту 1123 (шифр «Кондор», англ. Moskva class за класифікацією НАТО), відомих також як крейсери-вертольотоносці. Другий і останній корабель серії. Входив до складу Чорноморського флоту.

## Історія проєктування і будівництва
З початком «холодної війни» і появою на озброєнні військово-морських сил країн НАТО атомних підводних човнів з балістичними ракетами, які представляли серйозну небезпеку для СРСР, змінилася тактика застосування і радянського військово-морського флоту: як основна ударна сила були обрані стратегічні й ударні підводні човни — носії ракет, а надводний флот зорієнтований переважно на протичовнові дії. Наприкінці 1950-х років в рамках реалізації цієї концепції почалося проєктування великого корабля ПЧО дальньої зони з груповим базуванням корабельних вертольотів, на які в той час вже покладалися великі великі надії.
Розробка проєкту протичовнового крейсера-вертольотоносця стала продовженням ряду НДДКР проведених при створенні великого протичовнового корабля проєкту 61 і розвитком ідеї застосування для протичовнової оборони вертольотів групового корабельного базування. Згідно з тактико-технічним завданням, визначеним Головним штабом ВМФ, основним призначенням корабля визначалися пошук і знищення швидкохідних атомних підводних човнів з балістичними ракетами в дальніх зонах ПЧО у складі групи кораблів у взаємодії з протичовновою авіацією. Центральний науково-дослідний інститут ВМФ виконав обґрунтування концепції корабля дальньої зони ПЧО, яке передбачало забезпечення безперервного цілодобового пошуку підводних човнів не менше, ніж двома вертольотами, що було неможливо при базуванні на кораблі малого їх числа.
Проєктування корабля проєкту 1123, що отримали шифр «Кондор», почалося в ЦКБ-17 в Ленінграді під керівництвом Олександра Савічева, а всього в конкурсі зі створення першого радянського вертольотоносця брали участь 24 різних проєкти. У пояснювальній записці до попереднього опрацювання корабля ПЧО дальньої зони проєкту 1123 головний конструктор проєкту О. С. Савічев у вересні 1959 року виклав тактику дій корабельної протичовнової пошуково-ударної групи (КПУГ) і навів розрахунки потрібного наряду вертольотів. Сценарій дій корабля передбачав, що вертольотоносець мав підійти до місця передбачуваного пошуку ПЧ на відстань близько 50 км, і, залишаючись поза зоною виявлення підводним човном противника, двома вертольотами, діючи один раз на добу, встановити по контуру обстежуваної акваторії радіогідроакустичні буї 24-годинного дії; далі для забезпечення зв'язку з найбільш віддаленими буями мав вилітати один вертоліт, потім в зону направлялася пара пошукових вертольотів, у завдання яких входить знищення виявленої цілі. Тактична модель визначала оптимальну кількість вертольотів корабельної групи в 14 одиниць.
Технічний проєкт корабля затверджений 25 січня 1962 року. Головний конструктор О. С. Савічев (з 1967 року — А. В. Маринич, який до призначення головним конструктором проєкту був головним конструктором по корпусу корабля). В ході проєктування здійснювалася тісна кооперація з ОКБ-938 М. І. Камова — розробника вертольотів палубної авіації. У розробці засобів вертолітного-протичовнового комплексу брав участь НДІ-15 ВПС СРСР. Опрацьовувалося вісім варіантів ескізного проєкту, у тому числі корабель з бічним розташуванням льотної палуби, вертольотоносець-катамаран тощо. Ескізний проєкт був затверджений у грудні 1960 року. Після затвердження ескізного проєкту опрацьовано 16 конфігурацій компонування корабля. Колективу конструкторів на чолі з Савічевим довелося відпрацьовувати «з нуля» форму корпусу з клиноподібним носом і широкою кормою, що нагадувала подвійний клин; вирішувати питання розміщення потужного гідроакустичного комплексу, аеродинамічні проблеми, розміщувати злітно-посадкову смугу і ангари. Підпалубний ангар корабля вміщував в себе 14 вертольотів, які доставлялися на палубу двома підйомниками, а у надбудові розміщувався ангар для чергових вертольотів і тягачів.
Протичовнові кораблі дальньої морської зони проєкту 1123 будувалися на суднобудівному заводі № 198 в Миколаєві. Головним будівельником кораблів цього типу був призначений Іван Йосипович Вінник, наглядачами — офіцери ВМФ В. Ф. Федін та І. С. Платонов. Перший корабель проєкту (будівельний номер С-701) був закладений 15 грудня 1962 року, через два роки, у січні 1965-го, спущений на воду, і у квітні 1967 року під ім'ям «Москва» увійшов до складу Чорноморського флоту.
Будівництво «Ленінграда» було розпочато в Миколаєві 15 січня 1965 року на Миколаївському суднобудівному заводі. Корабель отримав заводський номер 702. 31 липня 1966 року «Ленінград» було спущено на воду.

## Особливості конструкції і озброєння
Корабель мав високобортний сталевий корпус, виготовлений по поздовжній системі набору зі шпацією 500 мм. Злітно-посадковий майданчик із чотирма стартовими позиціями розміщувався в кормовій частині, найбільш захищеній від заливання хвилями (площа польотної палуби — 2400 м², ангара — 2000 м²). Усі комплекси озброєння розміщувалися в носовій частині. У середній частині розташовувалася багатоярусна надбудова з баштоподібною щоглою. Надбудова виконувалася з алюмінієво-магнієвих сплавів.
Авіакрило складалося з 14 вертольотів Ка-25: 12 Ка-25ПЛ, 1 Ка-25ПС, 1 Ка-25Ц/РЦ (або Мі-8). З них дванадцять знаходились в підпалубному ангарі і два (чергові) в малому ангарі на верхній палубі. На польотну палубу вертольоти піднімалися за допомогою двох 10-тонних підйомників. Корабельне базування вертольотів забезпечувала напівавтоматизована система транспортування вертольотів в ангарі ланцюговими транспортерами. На льотної палубі транспортування вертольотів здійснювалося спеціальними тягачами.
Озброєння корабля складали дві спарені пускові установки ЗРК «Шторм» (48 ракет), одна установка протичовнового ракетного комплексу «Віхрь» (8 ракето-торпед), дві двоствольні 57-мм артилерійські установки АК-725, два реактивні бомбомети РБУ-6000 (144 реактивні глибинні бомби РГБ-60). За проєктом на кораблях були встановлені також два пя'титрубних 533-мм торпедних апарати ПТА-53-1123, але у ході модернізації в 1976 році вони були демонтовані. Радіотехнічне озброєння складалось з ГАС «Оріон», «Вега» і «Хоста», РЛС «Схід», «Ангара-А» тощо. Вперше у радянському флоті вся інформація від радіолокаційних, гідроакустичних та оптичних засобів спостереження надходила в бойову інформаційно-керуючу систему «Корінь-1123».

## Експлуатація
Акт про передачу ПКР «Ленінград» Військово-морському флоту СРСР був підписаний 22 квітня 1969 року. Корабель] увійшов до складу 21-ї бригади протичовнових кораблів Чорноморського флоту.
20 березня 1970 року «Ленінград» (бортовий № 848) вийшов на першу бойову службу в Середземне море та Атлантичний океан. За 77 діб походу крейсер пройшов близько 20 тисяч миль, взяв участь у широкомасштабних навчаннях ВМФ СРСР «Океан» в Атлантичному океані.
4 серпня 1971 «Ленінград» відвідали Генеральний секретар ЦК КПРС Л. І. Брежнєв з членами Політбюро ЦК КПРС, Міністерство оборони СРСР Маршал Радянського Союзу А. А. Гречко, Головнокомандувач ВМФ СРСР С. Г. Горшков та керівники п'яти країн Організації Варшавського Договору — Польща, НДР, Румунії, Болгарії та Албанії). Делегація здійснила перехід з Севастополя до Ялти.
У вересні 1971 року — друга бойова служба в Середземному морі та Атлантичному океані. За 212 діб далекого походу крейсер (бортовий № 845) відвідав з дружнім візитом порт Александрія (Єгипет), брав участь у навчаннях ВМФ СРСР «Південь-71», «Вимпел», а так само брав участь у порятунку аварійного атомного підводного човна в Атлантичному океані та супроводжував його до Сєвєроморська. 26 травня 1972 року повернувся до Севастополя та поставлений на поточний ремонт в Севморзавод.
Одна з найяскравіших сторінок «біографії» ПКР «Ленінград» — бойова операція з розмінування Суецького каналу, виконана в 1974 році. Виконавши поставлене завдання, «Ленінград» 6 грудня 1974 року повернувся в Севастополь, відвідавши дорогою порти Бербера (Сомалі), Порт-Луї (Маврикій), Малабо (Екваторіальна Гвінея) і Дакар (Сенегал).
У 1975 та 1976 роках крейсер виходив на тривалі (шестимісячні) бойові служби у Середземному морі.
Після ремонту на ЧСЗ в Миколаєві (10.4.1977−18.9.1978) «Ленінград» здійснив двомісячний похід в Середземне море (1.7−31.8.1979), а потім — поєднане з бойовою службою плавання навколо Європи на Балтику і назад (28.2−26.8.1980). У червні крейсер встав на якір на Неві — це був перший і останній його візит до міста, на честь якого він одержав свою назву.
Досить тривалим був і наступний похід. 1 серпня 1981 року «Ленінград» здійснив перехід в Балтійське море, де взяв участь у маневрах «Захід-81» (15.8−16.9.1981). Потім він здійснював спостереження за іноземними кораблями в Середземному морі, здійснив візит в Ель-Джазаір (Алжир) і повернувся в Севастополь тільки 5 березня 1982 року.
Чотирнадцятий похід (22.2−16.6.1984) проходив переважно в Атлантиці. Брав участь у спільних радянсько-кубинських маневрах у Мексиканській затоці та навчаннях «Заслін-84» з пошуку атомних підводних човнів у відкритому океані.
У ході наступної бойової служби (18.8−6.11.1984) «Ленінград» спільно з ВПК «Красний Крим» і суднами забезпечення виконував завдання з розмінування акваторії Червоного моря біля узбережжя Ємену та Ефіопії.
Після повернення крейсер пройшов поточний ремонт, а потім здійснив ще два походи до Середземного моря (26.11.1988−15.6.1989 і 15.3−22.6.1990). 24 червня 1991 року корабель виключили зі складу флоту, а напередодні нового 1992 року остаточно розформували екіпаж. Проданий на металобрухт Індії. 24 серпня 1995 року відбуксований з Севастополя до Алангу (Індія) для розборки на метал.